# Proales phaeopis
Proales phaeopis is een raderdiertjessoort uit de familie Proalidae. De wetenschappelijke naam van deze soort is voor het eerst geldig gepubliceerd in 1933 door Myers.